# Ритам (ликовна уметност)
Ритам је један од основних елемената композиције, правилна је смена одређених истакнутих и подређених мотива или понављање истих.
У архитектури је то понављање одређених елемената у једнаким размацима, понављање пуног празног, понављање прозорских, отвора понављање  стубова и сл.
У сликарству је то понављање одређених облика а осим тога може бити и смањивање светла и сенке и смањивање боја. За орнамент је типично „бесконачно“ понављање мотива у истом ритму.
У скулптури је то понављање смењивање волумена и шупљина, односно пуног и празног.